# Tragamóvil
Tragamóvil és una iniciativa endegada a Espanya per afavorir la recollida selectiva i el reciclatge de residus d'aparells elèctrics i electrònics (RAEE) derivats de la telefonia mòbil.
ASIMELEC (Associació Multisectorial d'Empreses Espanyoles d'Electrònica i Comunicacions) es va crear en el si de la Comissió de Telefonia Mòbil. En col·laborar les empreses del sector han desenvolupat diverses actuacions en els últims anys per contribuir a resoldre el problema del volum creixent de residus derivats del final de la vida útil dels telèfons mòbils. ASIMELEC ha dissenyat i posat en pràctica la iniciativa Tragamóvil, sistema pioner a Espanya per a la recollida selectiva i reciclatge de residus de telefonia mòbil.
En aquesta iniciativa participen agents econòmics implicats en el cicle de vida d'un telèfon mòbil:
- Fabricants (Mitsubishi Electric, Nec, Nokia, Philips, Siemens, Samsung, Panasonic)
- Operadors de telefonia mòbil (Orange, Telefònica Mòbils, Vodafone)
- El sector de la distribució (Payma)
- El sector del reciclatge (Indumetal Recycling)
- Les administracions públiques
- El ciutadà com a usuari final del telèfon mòbil

La Comissió Europea va cofinançar l'iniciativa Tragamóvil en el marc del programa LIFE-MEDI AMBIENT, un instrument financer per desenvolupar projectes innovadores que proposen solucions a problemes mediambientals. La Comissió Europea va valorar el projecte Life-Tragamóvil com un dels millors projectes presentats en aquesta convocatòria.